# Palicka
Palicka (románul Plesca) falu Romániában, Szilágy megyében.

## Fekvése
Szilágy megyében, Szilágysomlyótól délkeletre, a Kraszna bal partján, Csizér és Krasznahorvát között fekvő település.

## Története
A falu nevét az oklevelek 1471-ben említették először Palychka néven.
1481-ben a Horváti Peres család birtoka volt.
1481-ben Losonczi Bánffy András bácsi nagyprépost Palicska nevű birtokát is elzálogosította Losonczi Bánfy Mihálynak.
1487-ben Alsó- és Felsőpalyzka birtokot Horváthi Peres János fia András Keczeli Szele Mártonnak adta el.
1550-ben Felső-Paliczka id Peres Pál birtoka volt.
1554-ben Serédi Istvánt és Alagi Jánost iktatták be Alsó- és Felsőpaliczka részbirtokába.
A településről ezután nincs semmi adat egészen a 19. század elejéig, nagy valószínűséggel áldozatául esett az itt dúló hadaknak.
Az 1808-as összeíráskor birtokosok voltak itt: a gróf Teleki, Matocsi, Butyka, Dul, Jakab, Szilágyi, Vajna, Újfalvi, Katra, Málnási, Gyulai, Fodor és Szegedi családok.
1847-ben 192 görögkatolikus lakosa volt.
1890-ben 203 lakosából 1 magyar, 202 oláh, melyből 202 görögkatolikus, 1 izraelita. A házak száma 37 volt.
A trianoni békeszerződés előtt Szilágy vármegye Krasznai járásához tartozott.

## Nevezetességek
- Görögkatolikus fatemploma.